# Mario Baistrocchi
Mario Baistrocchi (Buenos Aires, 18 febbraio 1892 – Flambro, 30 ottobre 1917) è stato un attore teatrale, militare e studente italiano, è stato l'ideatore e promotore della Compagnia goliardica Mario Baistrocchi.

## Biografia
Nacque a Buenos Aires, Argentina il 18 febbraio 1892 da una famiglia di origine parmense. Il padre Ettore, medico anatomo-patologo si era temporaneamente trasferito nella capitale argentina per esercitare la propria professione presso l'Ospedale Italiano. Successivamente rientrò in Italia per compiere gli studi in giurisprudenza presso l'università di Genova. Nel 1913 fondò la compagnia universitaria che in seguito avrebbe preso il suo nome.
Nel maggio 1913 presentò con buon successo presso il Teatro PaganiniL'allegra brigata di Morici e Paltrinieri, mentre l'anno successivo fu la volta di Cercando la via, dell'avvocato Sandro Canessa e dell'ingegnere-poeta Bruno Gallingani.
Mentre era in organizzazione lo spettacolo per il 1915, fu richiamato alle armi in vista dell'entrata in guerra del Regno d'Italia. Arruolato nell'arma del Genio, parte invece per la zona di combattimento come allievo ufficiale volontario nel corpo dei granatieri. Promosso sottotenente fu gravemente ferito nell'aprile 1916 a Oslavia, trascorrendo un periodo di convalescenza a Genova, al termine del quale rientrò al fronte.
Promosso tenente, venne insignito della medaglia di bronzo al valor militare per essersi distinto nel corso dell'undicesima battaglia dell'Isonzo. Morì in combattimento il 30 ottobre 1917 nella pianura friulana, colpito alla fronte durante un assalto per fermare l'avanzata austriaca dopo Caporetto.
La laurea d'onore alla memoria gli venne conferita in una solenne cerimonia dall'ateneo genovese il 28 maggio 1918. Già proposto due volte per encomi, gli fu assegnata dal re Vittorio Emanuele III la medaglia d'argento al valor militare alla memoria quale esempio di fede patriottica e ardimento nella battaglia che precedette la campagna sulla Bainsizza.
A lui è dedicato il racconto "Sette Rose" di Camilla Bisi, pubblicato nel volume "Essere donna" (Masini, 1934), incentrato su un dono da lei ricevuto quando i due erano compagni di università prima della guerra.
Nel 1964, nel nome di Baistrocchi e in occasione del cinquantesimo anno di fondazione della compagnia, l'università di Genova ha istituito una borsa di studio. Un ulteriore premio di studio "Mario Baistrocchi" è stato istituito, sempre dall'ateneo genovese, nell'anno accademico 2001-2002.
Gli è stata inoltre dedicata una piazza in Genova.

## Opere teatrali
- 1913 - L'allegra brigata
- 1914 - Cercando la via

### Annotazioni
1. ↑  Fu valorizzatore e direttore delle Terme demaniali di Salsomaggiore, fondatore dell'Istituto "Sanatorium" che ospitava i meno abbienti e che oggi porta il suo nome.

### Fonti
1. 1 2 3 4 5 6 7 8 9 10  Il Giornale.
2. ↑  Brigata Granatieri - Stampa - FrontedelPiave.info - Fronte del Piave - Fronte del piave ARTICLE
3. 1 2  De Nicola, Trovato 2002, p. 108.
4. ↑  Udine Today.
5. ↑  Di Caprio 2008, p. 18.
6. ↑  Albo d'Oro della Compagnia, aggiornato al 2004 e pubblicato nel libretto di scena della rappresentazione Chi è di scena?… la Kultura.
7. ↑  Primo Canale.